# Vidéomicroscopie

Vidéomicroscopie de cellules cancéreuses

La vidéomicroscopie est une technique de microscopie utilisant une caméra et un système de numérisation utilisée pour reconstruire des images en trois dimensions, et également pour suivre les mouvements intracellulaires pour les cellules vivantes.
Elle permet de suivre l'évolution d'un processus biologique rapide (migration d'une cellule par exemple) ou lent (éclosion d'une fleur).